# Kleine Steinau
Die Kleine Steinau, im Oberlauf auch Schindelgraben und Schindelar genannt, im gemeindefreien Gebiet Harz des niedersächsischen Landkreises Göttingen ist ein 8,7 km langer, nördlicher und orografisch rechter Zufluss der Sieber im Mittelgebirge Harz und am südwestlichen Harzfuß.

## Verlauf
Die Kleine Steinau entspringt im Oberharz im Naturpark Harz im Südosten des Höhenzugs Acker, der maximal 690 m ü. NHN hoch ist. Ihre Quelle liegt etwa 6,5 km ostsüdöstlich des nicht vom Bach durchflossenen Osterode am Harz zwischen dem Schindelkopf im Nordwesten und der Spießerklippe im Südosten auf etwa 640 m Höhe.
Zunächst fließt die Kleine Steinau in westliche, dann – bei Passieren der Katzenklippe – in südwestliche und etwas später in südliche Richtung durch die bewaldete Harzlandschaft. Nach Einmündung der Großen Schweimke und Passieren des Forsthauses Rehhagen verlässt sie den Naturpark bei kurz nacheinander folgendem Unterqueren der Bahnstrecke Herzberg–Seesen und der Bundesstraße 243. Dabei tritt der Bach in das Südwestliche Harzvorland ein.
Etwas nach Unterqueren der Kreisstraßen 7 (Mühlenberg–Aschenhütte) und 27 (Osterode am Harz–Herzberg am Harz) mündet die Kleine Steinau etwa 3,3 km nordwestlich von Herzberg am Harz und 750 m westnordwestlich der Mündung der Großen Steinau beim Hördener Weiler Aschenhütte auf rund 210 m Höhe in den dort von Südosten heran fließenden Oder-Zufluss Sieber.